# Sân bay Moulins – Montbeugny
Sân bay Moulins – Montbeugny (tiếng Pháp: Aéroport de Moulins – Montbeugny) (IATA: XMU, ICAO: LFHY) là một sân bay tọa lạc ở Toulon-sur-Allier, 7 km về phía đông nam Moulins, một xã ở miền trung nước Pháp và thủ phủ của tỉnh Allier.